# O Homem com a Morte nos Olhos
Welcome to Hard Times (bra/prt: O Homem com a Morte nos Olhos) é um filme estadunidense de 1967, do gênero faroeste, escrito e dirigido por Burt Kennedy, com roteiro baseado no romance Welcome to Hard Times , de E.L. Doctorow.

## Sinopse
Numa pequena cidade do velho oeste, o prefeito Will Blue precisa deter um criminoso implacável que segue impune cometendo crimes bárbaros.

## Elenco principal
- Henry Fonda.... prefeito Will Blue
- Janice Rule.... Molly Riordan
- Keenan Wynn.... Zar
- Janis Paige.... Adah
- John Anderson.... Ezra / Isaac Maple
- Warren Oates.... delegado Leo Jenks
- Fay Spain.... Jessie
- Edgar Buchanan.... Brown
- Lon Chaney Jr..... Avery
- Aldo Ray.... pistoleiro
- Elisha Cook, Jr..... Hanson